# Voskhod 2
Voskhod 2 (rus: Восход-2) va ser una missió espacial tripulada de la Unió Soviètica en març de 1965. Es basava en la nau espacial Voskhod 3KD del programa Vostok amb dos tripulants a bord, Pàvel Beliàiev i Aleksei Leónov, equipat amb una cambra d'aire inflable. Es va establir una nova fita en l'exploració espacial quan Leónov es va convertir en la primera persona a sortir de la nau espacial en un vestit espacial especial per dur a terme un "passeig espacial" de 12 minuts.

## Tripulació
| Posició   | Cosmonauta                         | Cosmonauta                         |
| --------- | ---------------------------------- | ---------------------------------- |
| Comandant | Pàvel Beliàiev Primer vol espacial | Pàvel Beliàiev Primer vol espacial |
| Pilot     | Aleksei Leónov Primer vol espacial | Aleksei Leónov Primer vol espacial |

### Tripulació de reserva
| Posició   | Cosmonauta       | Cosmonauta       |
| --------- | ---------------- | ---------------- |
| Comandant | Dmitri Zaikin    | Dmitri Zaikin    |
| Pilot     | Ievgueni Khrunov | Ievgueni Khrunov |

| Posició   | Cosmonauta      | Cosmonauta      |
| --------- | --------------- | --------------- |
| Comandant | Víktor Gorbatko | Víktor Gorbatko |
| Pilot     | Piotr Kolodin   | Piotr Kolodin   |

## Paràmetres de la missió
- Massa: 5682 kg
- Apogeu: 475 km
- Perigeu: 167 km
- Inclinació: 64,8°
- Període: 90,9 min

### Passeig espacial
- Leónov – EVA 1 – 18 de març de 1965
  - 08:28:13 UTC: La cambra d'aire del Voskhod 2 és despressuritzat per Leónov.
  - 08:32:54 UTC: Leónov obre l'escotilla de la cambra d'aire del Voskhod 2.
  - 08:34:51 UTC: Inici EVA 1 – Leónov abandona la cambra d'aire.
  - 08:47:00 UTC: Fi EVA 1 – Leónov reentra en la cambra d'aire.
  - 08:48:40 UTC: L'escotilla de la cambra d'aire és tancada i assegurada per Leónov.
  - 08:51:54 UTC: Leónov començar a repressuritzar la cambra d'aire.
  - Duració: 12 minuts